# E.T. FRH
Pour les articles homonymes, voir FRH.
E.T. FRH, né en 1987, est un cheval hongre de race Hanovrienne à la robe alezane, fils de Garibaldi II et d'Espri. Il fait huit ans de carrière au plus haut niveau en saut d'obstacles sous la selle de l'autrichien Hugo Simon, décrochant notamment la finale de la Coupe du monde de la discipline, à Genève en 1996 puis à Göteborg en 1997. Il est médaille d’argent des championnats d’Europe et quatrième en individuel aux Jeux olympiques d'Atlanta (1996). Il meurt de maladie le 4 janvier 2013. 
Étant un hongre qui ne peut donc pas avoir de descendance, E.T. FRH a été cloné par la société française Cryozootech. Le poulain cloné est né le 2 juin 2006 et a été approuvé étalon en 2009, devenant le premier clone d'un cheval de sport approuvé à la reproduction.